# Singletrack

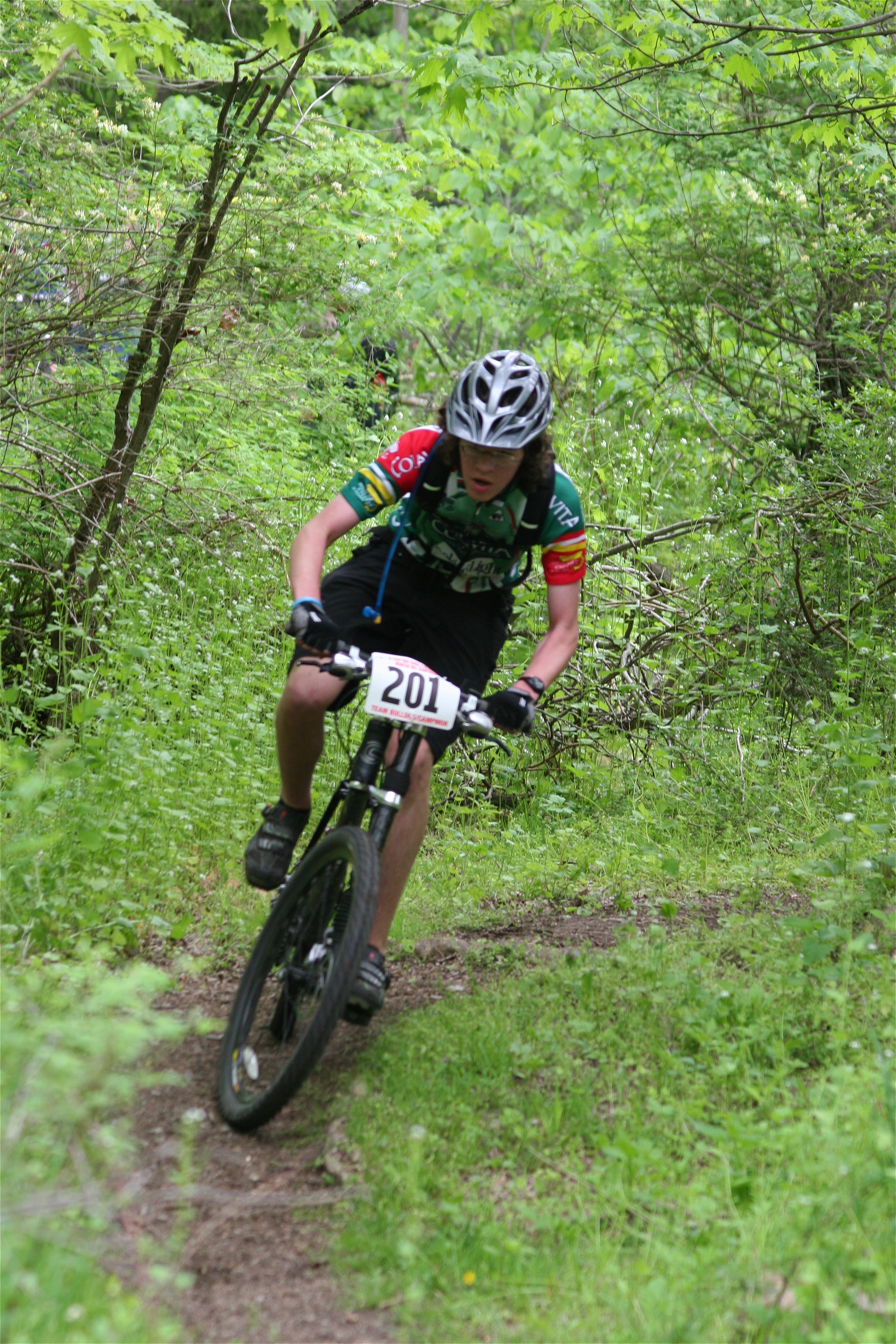
Singletrack

De term singletrack (ook: singel track) wordt gebruikt om een bepaald type mountainbike-pad te beschrijven.
De essentie van een singletrack is dat deze smal is en vaak slingerend maar wel in een vloeiende beweging wegloopt. Veel boomstronken en -wortels, rotsen en scherpe krappe bochten tussen bomen door maken een singletrack vaak technisch moeilijk.